# Лучина (Сливно)
Лучина је насељено место у саставу општине Сливно, Дубровачко-неретванска жупанија, Република Хрватска.

## Историја
До територијалне реорганизације у Хрватској налазила се у саставу старе општине Метковић. Као самостално насељено место, Лучина постоји од пописа 2001. године. Настало је издвајањем дела насеља Михаљ.

## Становништво
На попису становништва 2011. године, Лучина је имала 15 становника. За национални састав 1991. године, погледати под Михаљ.
| Број становника по пописима | Број становника по пописима | Број становника по пописима | Број становника по пописима | Број становника по пописима | Број становника по пописима | Број становника по пописима | Број становника по пописима | Број становника по пописима | Број становника по пописима | Број становника по пописима | Број становника по пописима | Број становника по пописима | Број становника по пописима | Број становника по пописима | Број становника по пописима |
| --------------------------- | --------------------------- | --------------------------- | --------------------------- | --------------------------- | --------------------------- | --------------------------- | --------------------------- | --------------------------- | --------------------------- | --------------------------- | --------------------------- | --------------------------- | --------------------------- | --------------------------- | --------------------------- |
| 1857                        | 1869                        | 1880                        | 1890                        | 1900                        | 1910                        | 1921                        | 1931                        | 1948                        | 1953                        | 1961                        | 1971                        | 1981                        | 1991                        | 2001                        | 2011                        |
| 0                           | 0                           | 0                           | 0                           | 0                           | 0                           | 0                           | 0                           | 27                          | 8                           | 31                          | 36                          | 0                           | 0                           | 17                          | 15                          |

Напомена: У 2001. настало издвајањем из насеља Михаљ. Исказује се као део насеља од 1948. до 1991. У 1981. и 1991. подаци су садржани у насељу Михаљ.